# Småkackerlackor
Småkackerlackor (Blattellidae) är en familj av kackerlackor som beskrevs av Heinrich Hugo Karny 1908. Enligt Catalogue of Life ingår småkackerlackor i överfamiljen Blaberoidea, ordningen kackerlackor, klassen egentliga insekter, fylumet leddjur, och riket djur, men enligt Dyntaxa är tillhörigheten istället ordningen kackerlackor, klassen egentliga insekter, fylumet leddjur, och riket djur. Enligt Catalogue of Life omfattar familjen Blattellidae 2334 arter. 

## Dottertaxa till småkackerlackor, i alfabetisk ordning[1][2]
- Africablatta
- Afrobalta
- Afroneura
- Agmoblatta
- Akaniblatta
- Allacta
- Alsteinia
- Amazonina
- Anallacta
- Anaplecta
- Anaplectella
- Anaplectoidea
- Anareolaria
- Aneurinita
- Anisopygia
- Antitheton
- Aphlebiella
- Apteroblatta
- Arawakina
- Arbiblatta
- Aruistra
- Asemoblattana
- Aseucina
- Asiablatta
- Astylella
- Astyloblatta
- Attaphila
- Atticola
- Balta
- Beybienkoa
- Blattella
- Blattellina
- Burchellia
- Caboverdea
- Caffroblatta
- Cahita
- Calhypnorna
- Caloblatta
- Carbrunneria
- Cariblatta
- Cariblattoides
- Celeriblattina
- Ceratinoptera
- Ceuthobia
- Ceuthobiella
- Chorisia
- Chorisoblatta
- Chorisoneura
- Chorisoneurodes
- Chorisoserrata
- Choristima
- Chrastoblatta
- Chromatonotus
- Dasyblatta
- Delosia
- Dendroblatta
- Desmosia
- Dethieridris
- Dewittea
- Dictyoblattella
- Dipteretrum
- Discalida
- Distichopis
- Disymploce
- Doradoblatta
- Drabeha
- Duryodana
- Dyakina
- Dyakinodes
- Ectobius
- Ectoneura
- Ellipsidion
- Eowilsonia
- Epibalta
- Episymploce
- Escala
- Euandroblatta
- Eublattella
- Eudromiella
- Euhebardula
- Euhypnorna
- Eulissosoma
- Euloboptera
- Eunyctibora
- Euphyllodromia
- Eurylestes
- Eushelfordia
- Eushelfordiella
- Eutheganopteryx
- Euthlastoblatta
- Hanitschella
- Hanitschia
- Haplosymploce
- Helgaia
- Hemipterisca
- Hemipterota
- Hemithyrsocera
- Hensaussurea
- Hololeptoblatta
- Hoplophoropyga
- Hypnorna
- Hypnornoides
- Ignabolivaria
- Imblattella
- Incoblatta
- Ischnoptera
- Isoldaia
- Jacobsonina
- Johnrehnia
- Keyella
- Lanta
- Latiblattella
- Leuropeltis
- Liosilpha
- Litoblatta
- Lobodromia
- Loboptera
- Lobopterella
- Lobopteromorpha
- Lophoblatta
- Lophometopum
- Lupparia
- Macrophyllodromia
- Malaccina
- Mallotoblatta
- Maraca
- Maretina
- Maretiola
- Margattea
- Margatteoidea
- Margattina
- Matabelina
- Mayottella
- Mediastinia
- Megaloblatta
- Megamareta
- Microblatta
- Miothyrsocera
- Miriamrothschildia
- Moluchia
- Muzoa
- Myrmeblattina
- Nahublattella
- Namablatta
- Nelipophygus
- Neoblattella
- Neoleptoblatta
- Neoloboptera
- Neolobopteromorpha
- Neotemnopteryx
- Neotrogloblattella
- Nesomylacris
- Nimbablatta
- Nisibis
- Nondewittea
- Nyctibora
- Nymphodromia
- Onycholobus
- Operculea
- Ornatiblatta
- Pachnepteryx
- Paraloboptera
- Paramuzoa
- Paranocticola
- Parascalida
- Parasigmoidella
- Paratemnopteryx
- Paratropes
- Parcoblatta
- Parectoneura
- Parellipsidion
- Phidon
- Phorticolea
- Phyllodromica
- Phymatosilpha
- Piroblatta
- Plectoptera
- Prosoplecta
- Pseudectobia
- Pseudectoneura
- Pseudischnoptera
- Pseudoanaplectinia
- Pseudobalta
- Pseudoceratinoptera
- Pseudomops
- Pseudophyllodromia
- Pseudosigmella
- Pseudosymploce
- Pseudothyrsocera
- Rhytidometopum
- Riatia
- Robshelfordia
- Rudebeckia
- Scalida
- Sciablatta
- Shelfordina
- Sigmella
- Simblerastes
- Sinablatta
- Sliferia
- Sorineuchora
- Squamoptera
- Stayella
- Stenectoneura
- Sundablatta
- Supella
- Supellina
- Sutteriana
- Symploce
- Symplocodes
- Tairella
- Tartaroblatta
- Temnopteryx
- Termitoblatta
- Theganopteryx
- Tomeisneria
- Trioblattella
- Trogloblattella
- Xestoblatta
- Xosablatta
- Xosaia